# Towarzystwo Gimnastyczne „Sokół” w Cieszynie

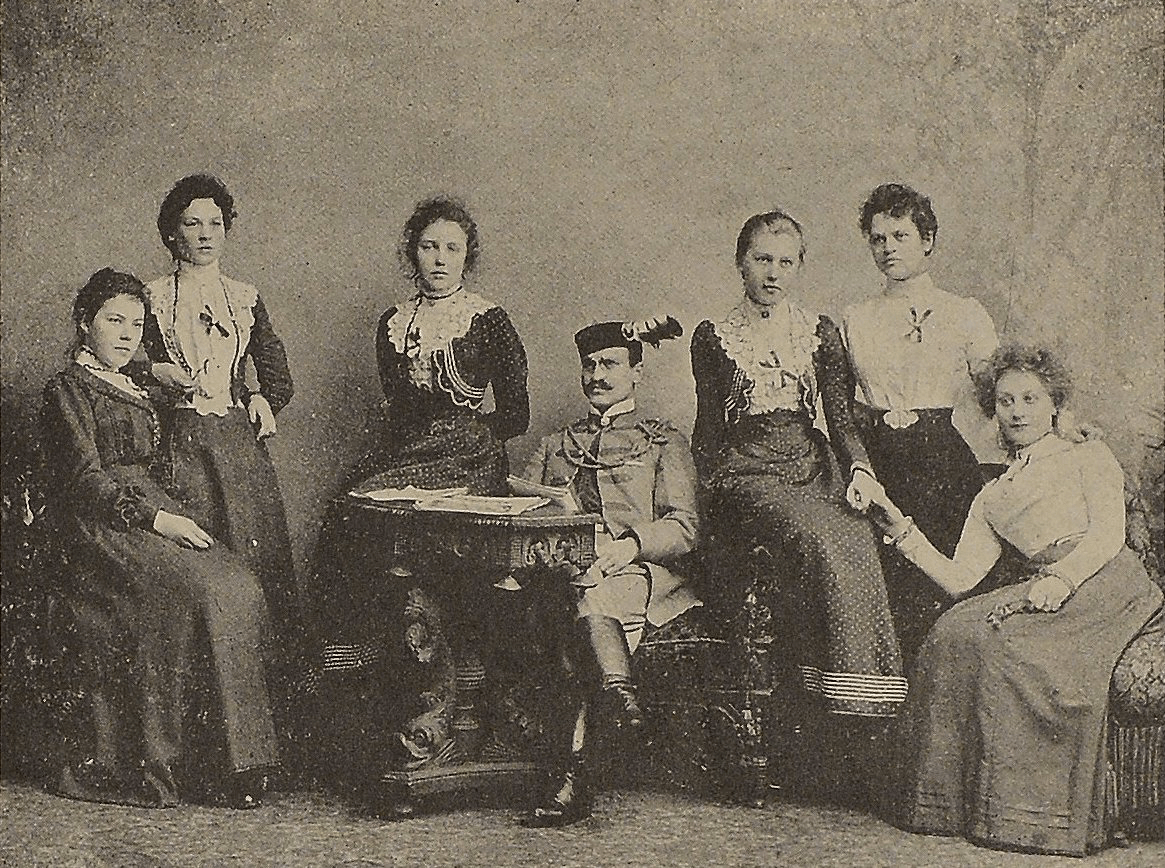
Druh Paczosa i żeńska sekcja TG Sokół w Cieszynie (1900).

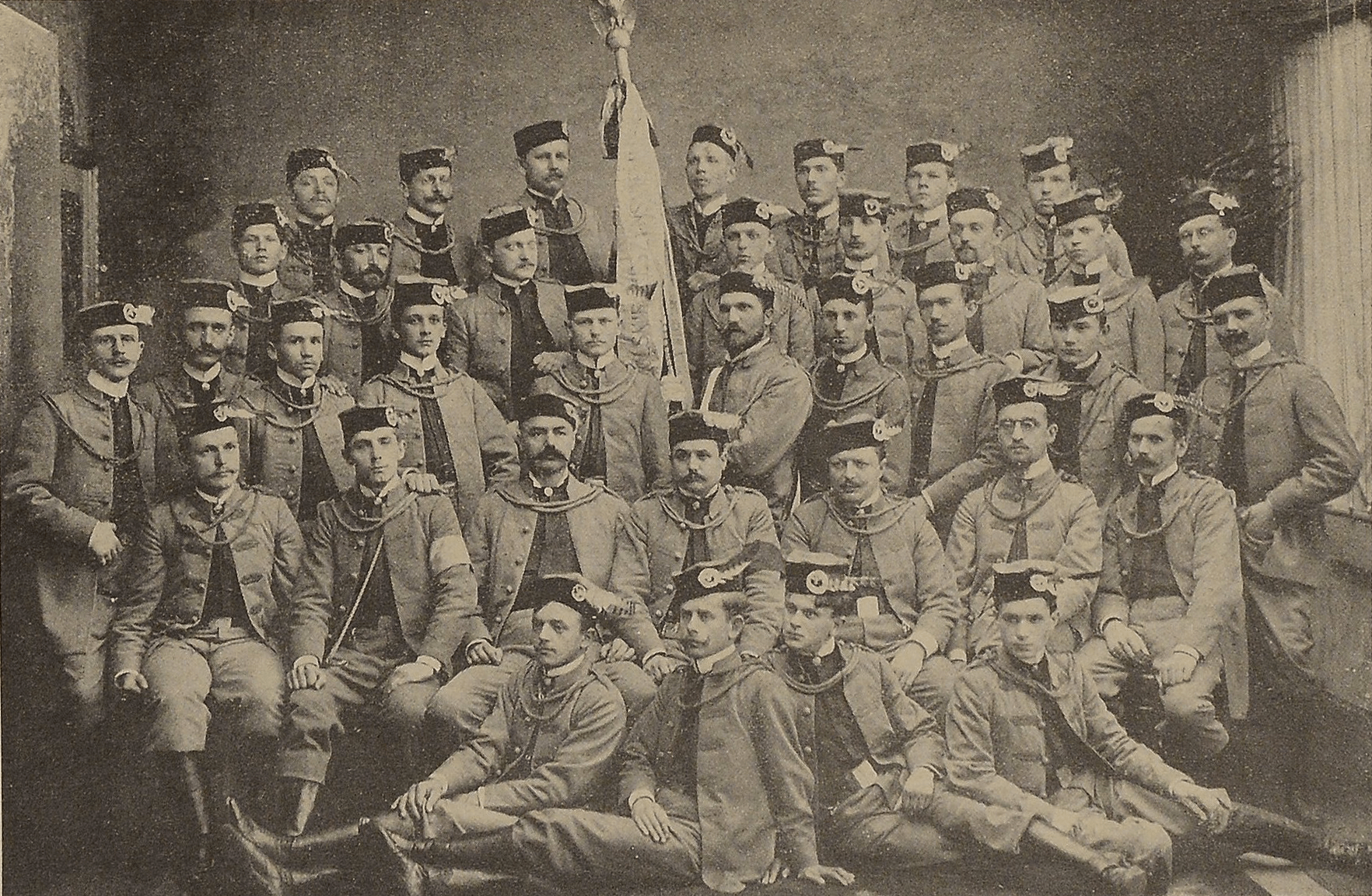
Grupowe zdjęcie członków TG Sokół wykonane w 1907 roku.

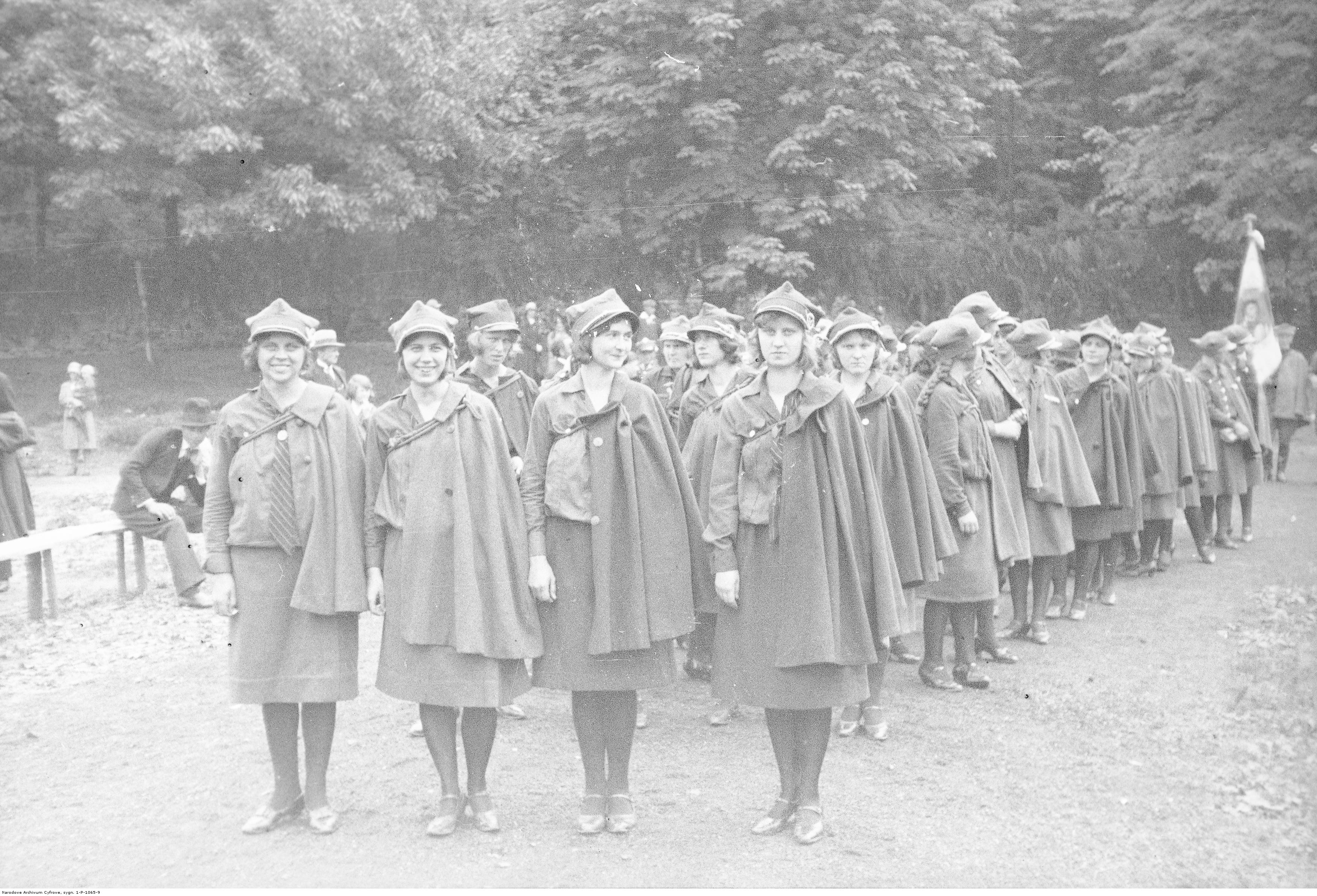
Sekcja kobieca TG Sokół w Cieszynie. Uroczystości 6 czerwca 1931 roku z okazji jubileuszu 40-lecia działalności organizacji w Cieszynie.

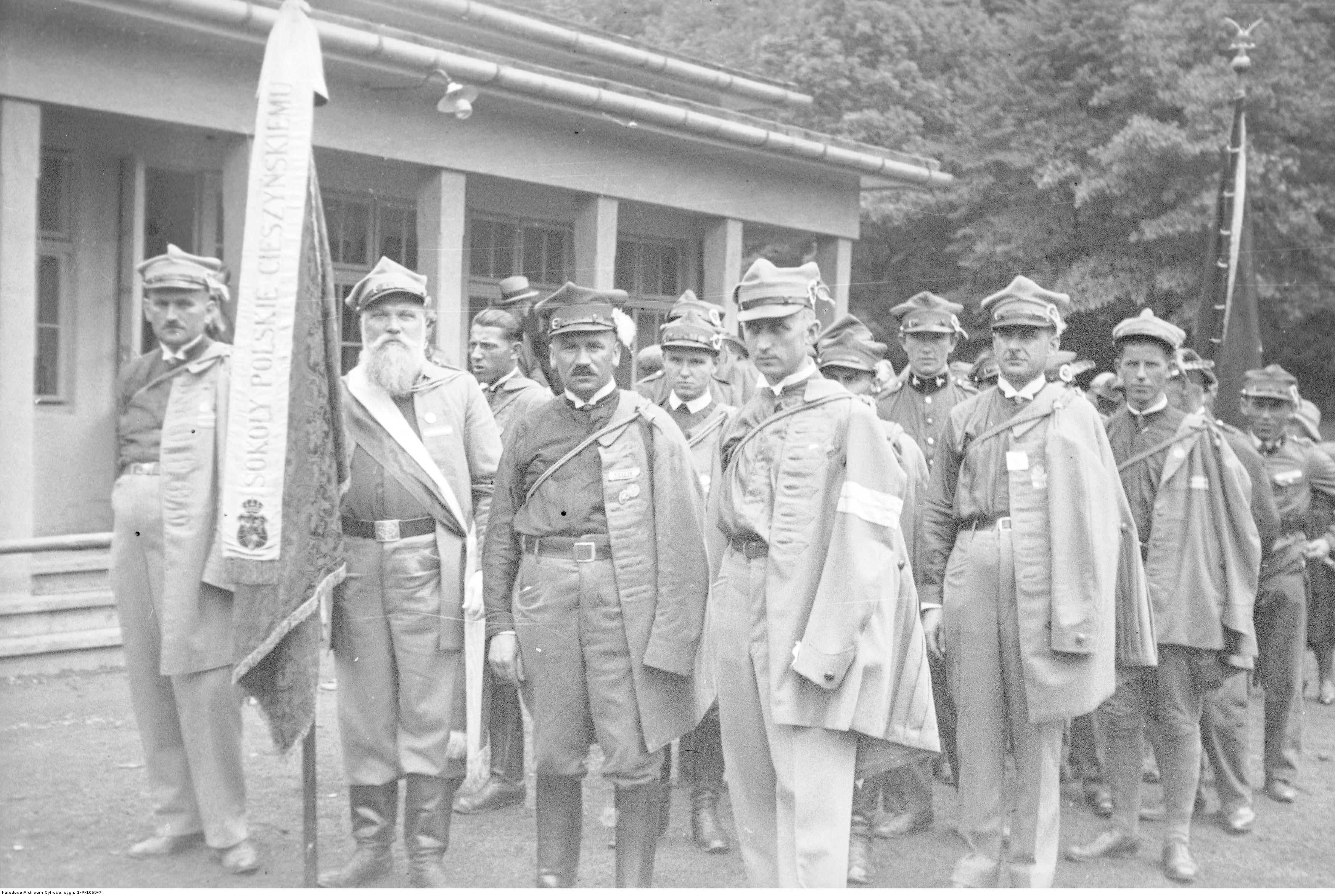
Członkowie Polskiego Towarzystwa Gimnastycznego Sokół w Cieszynie ze sztandarem podczas jubileuszu 40-lecia działalności w 1931.

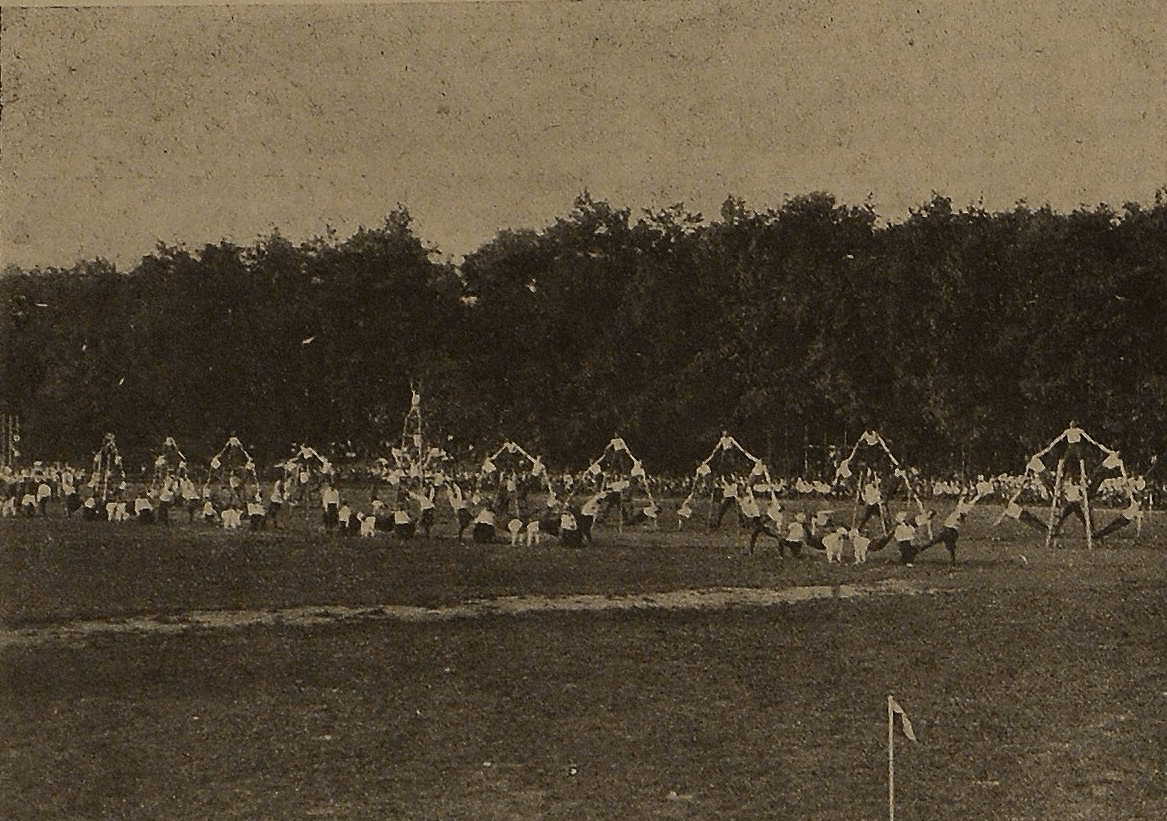
1923 Zlot Sokoła w Cieszynie - pokazy gimnastyczne.

Towarzystwo Gimnastyczne „Sokół” w Cieszynie – gniazdo Polskiego Towarzystwa Gimnastycznego „Sokół” utworzone w 1891 roku w Cieszynie. Było pierwszym na Śląsku oraz trzecim z kolei założonym w południowo-zachodniej części Polski; 6 lat po TG Sokół w Krakowie oraz 4 po Sokole wadowickim.

## Historia
Towarzystwo zostało utworzone jako oddział najstarszej polskiej organizacji sportowej Polskiego Towarzystwa Gimnastycznego „Sokół” 2 września 1891 roku na posiedzeniu założycielskim w Czytelni ludowej w Cieszynie. Do miasta na zaproszenie lokalnej grupy inicjatywnej przybyła grupa polskich działaczy sokolskich z Krakowa pod kierunkiem Henryka Jordana. Kazimierz Homiński wystąpił z odczytem na temat działalności oraz celów TG Sokół .
W spotkaniu tym brali również udział lokalni działacze społeczni: Jan Michejda, Adam Sikora, Szczepan Chrapek, Hilary Filasiewicz, dr Antoni Dyboski, dr Andrzej Kusionowicz, Mieczysław Kopczyński, ks. Ignacy Świeży, Bolesław Rzepecki oraz Marian Lanikiewicz. Podjęli oni decyzję o założeniu TG Sokół w Cieszynie uzyskując oficjalną zgodę .
Pierwsze walne zebranie odbyło się 24 października 1891 roku i zgromadziło ponad 50 gości, z których 29 wstąpiło do towarzystwa. Podczas spotkania utworzony został pierwszy zarząd: prezes dr. Jan Michejda, sekretarz dr. Antoni Dyboski, skarbnik Adam Sikora, zast. prezesa Hilary Filasiewicz, członkami Zarządu bez funkcji Laube i Abratowski. Do Komisji rewizyjnej weszli dr Andrzej Kusionowicz i Makary Sromek. Oprócz miejscowych obywateli zapisali się także na listę członków zamiejscowi działacze Sokoła ze Śląska oraz Małopolski, którzy wspierali rozwój Sokoła. Byli to: Henryk Jordan z Krakowa, dr Żegota Krówczyński ze Lwowa, ks. Stajałowski, znany poseł i działacz narodowy z zachodniej Małopolski, przebywający wówczas na „wygnaniu” w Cieszynie, Julian Janicki, słuchacz praw i pierwszy naczelnik gniazda z Krakowa, Homiński, naucz. gimnastyki z Krakowa, Aleksander Kłosowski, urzędnik magistratu z Krakowa, Andrzej Teper z Żukowa, Albin Janicki, magister farmacji z Karwiny, i Ignacy Januszewski, urzędnik z Bogumina, oraz Ferdynand Dyrna, dyr. banku w Wiśle .
Koło zatwierdzone oficjalnie w październiku przez lokalne władze podlegało organizacyjnie Towarzystwu Gimnastycznemu „Sokół” w Krakowie i początkowo należało do szeregu małopolskich sekcji gimnastycznych I okręgu krakowskiego, a później podporządkowane zostało  dzielnicy śląskiej Sokoła.
W 1900 roku naczelnikiem cieszyńskiego Sokoła został Stanisław Hubert, który przyczynił się do dynamicznego rozwoju organizacji. W okresie jego działalności nastąpił znaczny napływ członków z warstw rzemieślniczej i robotniczej.
W latach 1904–1912 funkcję prezesa towarzystwa pełnił Jan Galicz późniejszy prezes X Cieszyńskiego Okręgu Sokolego Dzielnicy Śląskiej w latach 1919–1922 .
Do wybuchu I wojny światowej istniało już 25 regionalnych gniazd sokolich podlegających Cieszynowi działających w następujących miejscowościach: Michałkowice, Gruszowe, Bielsko, Bogumin, Błędowice Dolne, Dziedzice, Darków, Dąbrowa, Frysztat, Gruszów, Jasienica, Jabłonków, Karwina, Orłowa, Lutynia Polska i Niemiecka, Łąki, Morawska i Polska Ostrawa, Pietrwałd, Ropica, Skrzeczoń, Sucha Górna, Trzyniec, Wędrynia, Dziedzice i Rychwałd .
Działalność organizacji w 1914 roku przerwał wybuch I wojny światowej. Członkowie cieszyńskiego Sokoła sformowali wówczas Legion Śląski, który dołączył do II Brygady Legionów Polskich. Legion Śląski uformował się w tzw. Parku Sikory, położonym w Cieszynie nad lewym brzegiem Olzy. Powstał on na bazie drużyn polowych śląskiego oddziału Polskiego Towarzystwa Gimnastycznego Sokół, których komendantem był Hieronim Przepiliński.

## Działalność

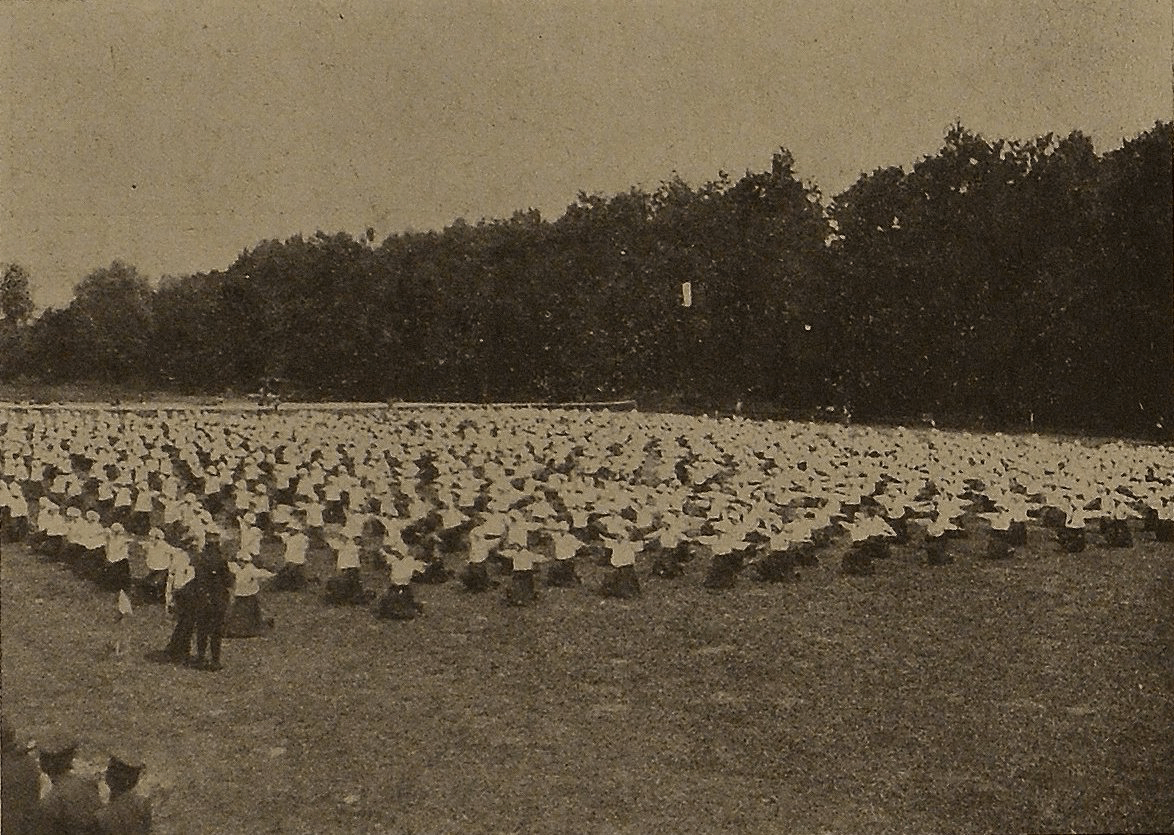
Sekcje żeńskie Sokoła podczas ćwiczeń na zlocie X cieszyńskiej dzielnicy TG Sokół w Cieszynie w 1923 roku.

Organizacja propagowała sport w regionie, a szczególnie gimnastykę. W 1891 roku organizacja liczyła 28 osób z czego 25 czynnie uprawiało sport. Zajęcia gimnastyczne odbywały się początkowo w sali Czytelni Ludowej przyrządami gimnastycznymi ufundowanymi przez Henryka Jordana.
W Cieszynie regularnie Sokół organizował zloty dzielnicowe, na których odbywały się zawody oraz pokazy sportowe.
W 1931 roku organizacja miała szereg lokalnych gniazd sokolskich w miejscowościach: Cieszyn, Kaczyce, Zebrzydowice, Ustroń, Skoczów, Chybie, Strumień, Aleksandrowice, Jasienica, Zarzecze, Zabrzeg, Bielsko, Dziedzice, Pszczyna, Goczałkowice, Łąki, Wisła Wielka .
Po zakończeniu II wojny światowej organizacja została zakazana przez władze PRL, a wszelkie informacje odnośnie do historii oraz działalności podlegały cenurze prewencyjnej PRL.